# Robert Le Bras
Robert Le Bras (Bohars, 22 dicembre 1919 – Latresne, 28 luglio 2008) è stato un pallanuotista francese.
Ha rappresentato la Francia alle Olimpiadi estive di Londra 1948.